# Episodi di Switched at Birth - Al posto tuo (prima stagione)
La prima stagione della serie televisiva Switched at Birth - Al posto tuo è stata trasmessa dal 6 giugno 2011 al 22 ottobre 2012 sul canale statunitense ABC Family (oggi Freeform).
Vennero inizialmente ordinati dieci episodi, per poi essere aumentati a trenta.
In Italia i primi 10 episodi sono andati in onda dall'8 febbraio all'11 aprile 2012 sul canale Deejay TV, mentre i successivi 20 sono stati proposti sulla stessa rete a partire dal 26 settembre 2012 al 13 febbraio 2013.
| nº | Titolo originale                           | Titolo italiano                      | Prima TV USA      | Prima TV Italia   |
| -- | ------------------------------------------ | ------------------------------------ | ----------------- | ----------------- |
| 1  | This Is Not a Pipe                         | Questa non è una pipa                | 6 giugno 2011     | 8 febbraio 2012   |
| 2  | American Gothic                            | Ascoltarsi meglio                    | 13 giugno 2011    | 15 febbraio 2012  |
| 3  | Portrait of My Father                      | Ritratto di mio padre                | 20 giugno 2011    | 22 febbraio 2012  |
| 4  | Dance Amongst Daggers                      | Una festa pericolosa                 | 27 giugno 2011    | 29 febbraio 2012  |
| 5  | Dogs Playing Poker                         | Debiti di gioco                      | 4 luglio 2011     | 7 marzo 2012      |
| 6  | The Persistence of Memory                  | Passato che riaffiora                | 11 luglio 2011    | 14 marzo 2012     |
| 7  | The Stag Hunt                              | L'uomo sbagliato                     | 18 luglio 2011    | 21 marzo 2012     |
| 8  | Pandora's Box                              | Il vaso di Pandora                   | 25 luglio 2011    | 28 marzo 2012     |
| 9  | Paradise Lost                              | Il paradiso perduto                  | 1º agosto 2011    | 4 aprile 2012     |
| 10 | The Homecoming                             | Un ritorno inaspettato               | 8 agosto 2011     | 11 aprile 2012    |
| 11 | Starry Night                               | Notte stellata                       | 3 gennaio 2012    | 26 settembre 2012 |
| 12 | The Tempest                                | La tempesta                          | 10 gennaio 2012   | 26 settembre 2012 |
| 13 | Self Portrait with Bandaged Ear            | Arrabbiati col mondo                 | 17 gennaio 2012   | 3 ottobre 2012    |
| 14 | Les Soeurs d'Estrées                       | Les Soeurs d'Estrees                 | 24 gennaio 2012   | 10 ottobre 2012   |
| 15 | Expulsion from the Garden of Eden          | La cacciata dal Giardino dell'Eden   | 31 gennaio 2012   | 17 ottobre 2012   |
| 16 | Las Dos Fridas                             | Las Dos Fridas                       | 7 febbraio 2012   | 24 ottobre 2012   |
| 17 | Protect Me From What I Want                | Proteggimi da ciò che voglio         | 14 febbraio 2012  | 31 ottobre 2012   |
| 18 | The Art of Painting                        | L'arte del dipingere                 | 21 febbraio 2012  | 7 novembre 2012   |
| 19 | Write a Lonely Soldier                     | Notizie dall'Afghanistan             | 28 febbraio 2012  | 14 novembre 2012  |
| 20 | Game On                                    | La partita                           | 6 marzo 2012      | 21 novembre 2012  |
| 21 | The Sleep of Reason Produces Monsters      | Il sonno della ragione genera mostri | 13 marzo 2012     | 28 novembre 2012  |
| 22 | Venus, Cupid, Folly, and Time              | Il ballo                             | 20 marzo 2012     | 5 dicembre 2012   |
| 23 | This Is the Color of My Dreams             | Il colore dei sogni                  | 3 settembre 2012  | 12 dicembre 2012  |
| 24 | The Intruder                               | L'intruso                            | 10 settembre 2012 | 19 dicembre 2012  |
| 25 | The Shock of Being Seen                    | Lo shock di essere visti             | 17 settembre 2012 | 9 gennaio 2013    |
| 26 | The Tree of Forgiveness                    | Saper perdonare                      | 24 settembre 2012 | 16 gennaio 2013   |
| 27 | The Declaration of Independence            | La dichiarazione di indipendenza     | 1º ottobre 2012   | 23 gennaio 2013   |
| 28 | We Are the Kraken of Our Own Sinking Ships | Il principio di causa-effetto        | 8 ottobre 2012    | 30 gennaio 2013   |
| 29 | The Trial                                  | Il processo                          | 15 ottobre 2012   | 6 febbraio 2013   |
| 30 | Street Noises Invade the House             | La sentenza                          | 22 ottobre 2012   | 13 febbraio 2013  |

## Questa non è una pipa
- Titolo originale: This Is Not a Pipe
- Diretto da: Steve Miner
- Scritto da: Lizzy Weiss

### Trama
In seguito a un incarico al laboratorio scolastico, Bay Kennish scopre che il suo gruppo sanguigno è AB ed è incompatibile con quello dei suoi genitori, Kathryn e John, che sono di tipo A. Incuriosita, li convince a fare un test del DNA e i due scoprono che Bay non è la loro figlia biologica, ma che è stata scambiata alla nascita.
Giorni dopo, i Kennish incontrino la loro figlia biologica Daphne e sua madre Regina Vasquez. Scoprono anche che Daphne è diventata sorda a tre anni a causa della meningite e cercano di aiutarla proponendo di iscriverla alla costosa scuola privata di Bay.
Regina non vuole che Daphne frequenti la scuola, ma accetta di andare a vivere con lei a casa Kennish per permettere a questi ultimi di conoscere Daphne e per poter lei stessa conoscere Bay.

## Ascoltarsi meglio
- Titolo originale: American Gothic
- Diretto da: Steve Miner
- Scritto da: Lizzy Weiss

### Trama
La famiglia Kennish invita Regina, Daphne e Adrianna (la madre di Regina) a colazione, ma a causa del trasloco vi partecipa solo Daphne, che però ha difficoltà a capire ciò che dicono i parenti a causa della velocità della conversazione.
John e Kathryn consultano il loro avvocato per intentare causa all'ospedale e sono sconvolti che Emmett (un amico sordo di Daphne) la accompagni a scuola in moto, cosa che li porta a uno scontro con Regina che oltretutto rifiuta di intentare causa all'ospedale.
Bay intanto comincia a uscire con Ty, amico di Daphne che a sua volta inizia a frequentare Liam, ex fidanzato di Bay. Poco dopo alcuni amici di Liam deridono la ragazza e lui incerto sul da farsi non ne prende le difese.

## Ritratto di mio padre
- Titolo originale: Portrait of My Father
- Diretto da: Michael Schultz
- Scritto da: Becky Hartman Edwards

### Trama
Kathryn incoraggia tutti a mentire sulla loro situazione non essendo pronta per rendere noti i dettaglio dello "scambio". John e Daphne stringono un legame grazie al basket, e nonostante qualche piccolo conflitto spinge la figlia a dare un'altra possibilità a Liam. Bay chiede a Regina notizie sul suo padre biologico ma Regina e Adrianna si rifiutano di parlarne; intanto il suo rapporto con Ty si approfondisce. Kathryn trova a Regina un lavoro dal suo parrucchiere e la sua prima cliente è la sua amica ficcanaso Denise, a cui su suggerimento di Regina la donna confida la verità.
- Curiosità: in quest'episodio è mostrato l'audiofonino per non udenti.

## Una festa pericolosa
- Titolo originale: Dance Amongst Daggers
- Diretto da: Steve Miner
- Scritto da: James Patrick Stoteraux e Chad Fiveash

### Trama
Kathryn ospita una raccolta fondi a casa Kennish e permette a Daphne di invitare il suo nuovo fidanzato Liam. Bay è sconvolta che Daphne esca con il suo ex e Daphne che lei esca con Ty.
Regina scopre da Melody si sta separando dal marito ma Emmett non sa nulla e prende il posto come batterista per la band di Toby mostrandosi bravissimo. Kathryn spiega la storia dello scambio ai suoi ospiti, ma ciò non basta a fermare i pettegolezzi.
Nel frattempo Bruce, ex marito di Denise, invita Regina a uscire con lui mentre Melody flirta con John. Bay è gelosa di Daphne e Liam perché ritiene che tutti le preferiscono Daphne, che a sua volta litiga anche con Emmett anche lui geloso di Liam, cosa che la porta a lasciarlo. Nel frattempo, Ty fa una sorpresa a Bay e viene alla festa.
- Curiosità: Le canzoni "Sunshine" e "All I Want Is", cantate nell'episodio sono di Lucas Grabeel, che interpreta Toby Kennish.

## Debiti di gioco
- Titolo originale: Dogs Playing Poker
- Diretto da: Bethany Rooney
- Scritto da: Joy Gregory

### Trama
Kathryn e John scoprono che Bay esce furtivamente con Ty e per punizione lo invitano a una cena di famiglia molto imbarazzante. Kathryn cerca di parlare con Bay di sesso e nonostante i suoi avvertimenti Regina va ad un appuntamento con Bruce, pur sapendolo un donnaiolo. Toby porta Daphne e Emmett a giocare a poker e grazie al loro aiuto il ragazzo inizialmente vince molto, poi però Emmet se ne va e Daphne non riesce ad aiutare il fratello a facendogli perdere parecchio denaro.
Nel frattempo, Bay è bloccata a cena con i suoi genitori e Ty e le cose prendono una brutta piega quando quest'ultimo dichiara di essersi arruolato nell'esercito. Il ragazzo partirà tra una settimana e dirgli addio spezza il cuore a Bay che con Daphne comprende che Toby ha perso molto più di quanto credessero.

## Passato che riaffiora
- Titolo originale: The Persistence of Memory
- Diretto da: James L. Conway
- Scritto da: Henry Robles

### Trama
Kathryn incoraggia Daphne a prendere lezioni di cucina alla scuola di Bay. La ragazza però ha difficoltà a seguire le lezioni cosa che porta a vari problemi fino a scatenare un incendio.
Kathryn si chiede se la figlia abbia mai pensato a un impianto cocleare, e nonostante le proteste di Daphne, la scuola insiste che abbia un interprete con lei in ogni momento. Inaspettatamente la ragazza e Wilke diventano amici.
Nel frattempo, Emmett aiuta Bay scoprire chi sia suo padre e trovano il certificato di nascita di Bay con il nome dell'uomo: Angelo Sorrento.
Toby va nel panico per il debito con Wilke; inizialmente chiede aiuto al padre ma poi decide di sbrigarsela da solo e in preda alla disperazione, decide di rubare un test di chimica per venderlo agli altri studenti e pagare i suoi debiti. Nel frattempo, John e Kathryn decidono di accettare l'accordo con l'ospedale ma quest'ultimo ritira l'offerta perché ha trovato qualcosa che si può usare contro il caso dei Kennish.
Regina litiga con Kathryn perché ha proposto a Daphne l'impianto, ma si ricrede sul suo conto quando la donna mostra che sta cercando d'imparare la lingua dei segni.
- Curiosità: in quest'episodio si scopre che Bay e Daphne sono nate il 22 ottobre 1995.

## L'uomo sbagliato
- Titolo originale: The Stag Hunt
- Diretto da: Michael Lange
- Scritto da: Sean Reycraft

### Trama
Bay continua a farsi aiutare da Emmett per trovare il suo padre biologico con grande sorpresa di Daphne. I tre credono di averlo ritrovato ma scoprono che si è trattato di un semplice caso di omonimia. Bay e Emmett si avvicinano sempre di più, cosa che porta Daphne a litigare con Emmett che arriva a baciare Bay.
La Buckner Hall invia un'e-mail ai genitori informandoli del test di chimica rubato. Bay e Daphne capiscono che il colpevole è Toby ma il preside dà la colpa a Wilke e lo sospende. Il ragazzo però decide di dire che ha fatto tutto da solo per non mettere Toby nei guai; tuttavia dopo aver parlato con Regina e suo padre il ragazzo decide di confessare.
Nel frattempo, John cerca senza alcun risultato di mettersi in contatto con l'amico Dale per scoprire che cosa ha scoperto il consiglio dell'ospedale sul loro. Quando finalmente vede Dale, quest'ultimo gli che le prove contro di loro hanno a che fare con Regina.
Quest'ultima si avvicina sempre di più a Bruce. Quando l'uomo porta a casa Kennish un orecchino che crede lasciato a casa sua da Regina, che Denise riconosce come proprio e le dice che esce ancora col marito a volte. Regina rompe fuori con Bruce quando glielo conferma.
Alla fine dell'episodio, Daphne scopre che la madre ha nascosto in una custodia per chitarre moltissime foto scattate a Bay nel corso degli anni.

## Il vaso di Pandora
- Titolo originale: Pandora's Box
- Diretto da: Elodie Keene
- Scritto da: Lizzy Weiss e Becky Hartman Edwards

### Trama
Regina ammette con Daphne di aver saputo tutto sullo scambio fin da quando lei aveva tre anni.
Daphne esce con Wilke per sfuggire a questa nuova svolta degli eventi e i due cominciano a baciarsi. Nel frattempo il rapporto tra Bay ed Emmett diventa più serio, ma poi Daphne chiama Emmett per farsi venire a prendere dato che la macchina di Wilke ha le ganasce e Bay se ne va arrabbiata. Più tardi, Daphne dice a Emmett che Regina sapeva dello scambio.
L'avvocato dei Kennish prepara John e Kathryn per il processo, mentre Regina cerca di contattare il suo investigatore privato per scoprire chi ha raccontato il suo segreto e cerca di sbarazzarsi della custodia della chitarra, ma non riesce a separarsene. Più tardi, durante il processo è provato che Regina sapeva dello scambio. La donna alla fine ammette che ha scoperto tutto quando Angelo ha lasciato lei e Daphne scioccando tutti: Daphne non sa più di chi fidarsi, Bay è altrettanto sconvolta sapendo che la sua madre biologica non ha mai combattuto per averla con lei e la signora Vasquez lascia casa Kennish.
Bay si confida con Emmett mentre Daphne ha un terribile litigio con Regina che però viene consolata da Toby, prima di andare da Melody.
- Curiosità: in quest'episodio Wilke cita Twilight.

## Il paradiso perduto
- Titolo originale: Paradise Lost
- Diretto da: Ron Lagomarsino
- Scritto da: Chad Fiveash e James Patrick Stoteraux

### Trama
Daphne fa un sogno in cui lo scambio non è mai avvenuto, lei ci sente e Bay è sorda, cosa che la turba profondamente. Nel frattempo, a casa Kennish fervono i preparativi per il doppio compleanno delle ragazze.
Kathryn e John pensano a come ottenere la custodia di Daphne, mentre Regina tenta invano di ristabilire un contatto con Daphne e Bay. Emmett cerca di aiutare Bay con un murale, ma i due vengono interrotti dalla polizia. Melody scopre della loro relazione e non ne è felice.
Il giorno prima del loro compleanno, John e Kathryn comprano a Daphne e Bay due macchine usate, e il giorno successivo Regina si presenta alla festa rompendo il ghiaccio con le due.
Bay e Emmett decidono che è ora di dire a Daphne di loro; tuttavia, prima che la ragazza possa farlo Daphne rivela che pensa di essere innamorata di Emmett e Bay non le dice niente.

## Un ritorno inaspettato
- Titolo originale: The Homecoming
- Diretto da: David Paymer
- Scritto da: Lizzy Weiss

### Trama
Daphne e Emmett pianificano una raccolta di fondi per la Carlton all'autolavaggio di John. Un uomo si presenta alla mostra d'arte di Bay e le dice di essere il suo padre biologico, Angelo. L'ospedale offre alla famiglia Kennish un accordo prima di andare in tribunale, ma hanno solo 48 ore per accettare.
Nel frattempo, Regina cerca di ottenere un prestito per aprire il suo salone di bellezza, ma può farlo solo se qualcuno garantisce per lei. Daphne è sconvolta dal fatto che Bay e Emmett escano insieme e il ragazzo dopo averla rifiutata va a suonare con Wilke e Toby a un festival musicale. Bay decide di ascoltare Angelo e sconcerta tutti soprattutto Regina e Daphne, portandolo a casa.
Entrambe le ragazze raggiungono i ragazzi al festival, mentre Angelo offre a John informazioni che possano aiutare la loro causa, ma i Kennish sono diffidenti. Angelo ha inoltre intenzione di rimanere in città.
- Curiosità: nell'episodio è citata Brooklyn Decker.

## Notte stellata
- Titolo originale: Starry Night
- Diretto da: Steve Miner
- Scritto da: Lizzy Weiss

### Trama
Bay non capisce perché Emmett non voglia il suo aiuto con le persone udenti. Simonee, vecchia amica di Bay, mostra interesse al festival per un Toby ignaro.
Kathryn incontra segretamente l'infermiera contattata da Angelo per scoprire se la sua storia è plausibile. Nel frattempo, Angelo cerca di relazionarsi con Bay, dandole un assaggio di come avrebbe potuto essere la vita con i suoi genitori biologici. Daphne non vuole avere nulla a che fare con Angelo e viene ferita dal suo ritorno, mentre lega di più con Wilke.

## La tempesta
- Titolo originale: The Tempest
- Diretto da: Mel Damski
- Scritto da: Anne Kenney

### Trama
Daphne diventa amica di Simonee e lei le consiglia di lasciare la squadra di basket della Carlton per giocare con quella della Buckner (dove c'è anche Simonee), però John non gradisce molto ciò.
Dopo un incontro con la giornalista che ha scritto un articolo sulla sua famiglia, Kathryn decide di scrivere un libro sulla sua situazione familiare. Toby e Wilke si mettono a fare documenti falsi per Daphne e le sue amiche, per fare soldi e finanziare il loro video musicale.
Quando Daphne esce con Simonee e le ragazze, Wilke si presenta al bar ed esprime i suoi sentimenti per Daphne, ma la ragazza lo respinge. Bay cerca di fare una buona impressione su Melody, che disapprova il suo rapporto con Emmet, ma la serata con lei va malissimo.
Più tardi, Emmett viene sorprendentemente arrestato senza sapere perché, non avendo interpreti.

## Arrabbiati col mondo
- Titolo originale: Self-Portrait with a Bandaged Ear
- Diretto da: Steve Miner
- Scritto da: Becky Hartman Edwards

### Trama
Emmett viene arrestato per il cartellone che ha dipinto come regalo di compleanno per Bay. Daphne va per la prima volta a vedere Angelo che le da risposte che non voleva sentire. Emmett e Bay sono sempre più uniti anche se Melody non è una fan di Bay.
Dopo aver trascorso la maggior parte della sua prima partita con la Buckner in panchina, Daphne scopre che l'unica motivazione per cui l'hanno voluta in squadra è la sovvenzione per i disabili. Nel frattempo, Kathryn lavora sul libro che parla dello scambio, ma Regina non approva e considera di mettersi in affari con Angelo aprendo un salone.

## Les Soeurs d'Estrees
- Titolo originale: Les Soeurs d'Estrées
- Diretto da: Arlene Sanford
- Scritto da: Joy Gregory

### Trama
Emmett viene condannato a pagare 5000 dollari di multa e per farlo è costretto a vendersi la moto. Daphne e Bay uniscono le forze per cercare di raccogliere i soldi necessari e impedirlo ma falliscono.
Nel frattempo, Toby e Wilke reclutano Simone per lavorare sul loro video musicale. Simone ne approfitta per flirtare con Toby, mentre Wilke continua a trattare freddamente Daphne dopo essere stato respinto.
Kathryn e John assumono un nuovo giovane avvocato per la loro causa contro l'ospedale e scoprono nel modo più duro che Angelo non seppe ciò che Regina scoprì sullo scambio e i due litigano, riappacificandosi poi con un bacio. Emmett decide di andare a stare da suo padre.

## La cacciata dal Giardino dell'Eden
- Titolo originale: Expulsion from the Garden of Eden
- Diretto da: Steve Miner
- Scritto da: Chad Fiveash e James Patrick Stoteraux

### Trama
Bay incontra il padre di Emmett e Olivia, la fidanzata di quest'ultimo che la invita a dormire lì ogni volta che vuole. Daphne e Wilke legano nuovamente e si baciano in un campo da golf. Nel frattempo, Daphne incontra un'amica di John all'autolavaggio e sospetta il peggio. Tuttavia quando lo affronta, egli spiega che lei è solo una giornalista, che come Kathryn vuole scrivere un libro sullo scambio.
Kathryn si imbatte in Angelo al mercato, e lo invita a cena dove si scopre che contro di lui c'è un'accusa per percosse. Angelo se ne va, e Daphne affronta Regina che l'ha difeso: la donna confessa che è ancora innamorata di Angelo e che forse non ha mai smesso di amarlo. Tuttavia quando Bay va a cercarlo scopre che è scomparso. A denunciarlo alle autorità è stata Adrianna, la madre di Regina.

## Las Dos Fridas
- Diretto da: Chris Grismer
- Scritto da: Henry Robles

### Trama
Angelo è ancora scomparso dopo che Adrianna lo ha denunciato all'immigrazione, e Regina deve rinunciare al sogno di possedere il suo salone.
Nel frattempo, la mamma di Kathryn (nonna biologica di Daphne), Bonnie, va a conoscere la nuova nipote. Bay diventa gelosa delle attenzioni per la nonna e la situazione peggiora quando la donna dona a Daphne una collana, cimelio di famiglia significativo.
Kathryn si rende conto che il nuovo atteggiamento nei confronti di Bay di Bonnie è basato sul razzismo e la affronta. La donna dice alla figlia che vede Bay in modo diverso, e la ragazza sente la conversazione.
Daphne e Simone devono prestare servizio alla comunità a East Riverside dopo che Simone ha litigato con una di loro credendo che le avesse rubato l'orologio. Daphne cerca di farsi perdonare dal suo vecchio amico di East Riverside, ma lui le dice che è cambiata.
Toby comincia una relazione con Simone, ma quando lei cerca di cambiargli il look per un concerto, capisce quanto sia manipolativa e litigano, per poi riappacificarsi.
Quando Kathryn, Bonnie, Daphne e Bay vanno a prendere insieme il tè, Bay litiga con la nonna e viene confortata da Regina che litiga con Adrianna che decide di trasferirsi. Dopo aver parlato con lei, Daphne rende la collana a Bonnie, che la dà a Bay. Poco prima che la donna se ne vada, Kathryn dice che lei e John rileveranno le sue quote dell'autolavaggio Kennish.

## Proteggimi da ciò che voglio
- Titolo originale: Protect Me from What I Want
- Diretto da: David Paymer
- Scritto da: Lizzy Weiss e Becky Hartman Edwards

### Trama
Il coach Medlock farà fare degli scontri uno contro uno per decidere la formazione per la prossima partita. Per avere più possibilità Simone ingaggia un'allenatrice privata con il denaro ottenuto dalla vendita dell'orologio che credeva rubato.
Daphne mette in discussione la morale di Simone e scopre perché Bay la odia tanto. La ragazza si trova poi ad affrontare proprio Simone per il posto da titolare e ha la meglio.
Regina incontra Patrick, un gallerista, e lui accetta di incontrarsi con Bay. Ma quando Patrick arriva da lei per vedere le sue opere, finisce per mostrare più interesse per i vecchi pezzi di Regina.
Nel frattempo, Kathryn si sente in colpa per aver ignorato Toby da quando ha scoperto dello scambio, così John chiede a Toby di giocare una partita di beneficenza di baseball con lui. Quando l'uomo vede il talento di Toby lo accusa di averlo buttato via per la musica. Kathryn scopre che Emmett ha il compito di fare un ritratto di famiglia. Dal momento che la famiglia di Emmett è sempre in lotta, Kathryn offre la sua per il servizio fotografico, nonostante le proteste di Bay.
Emmett è sconvolto quando Kathryn gli parla del rapporto di Bay con Ty e di come lei avesse il cuore spezzato quando lui si è arruolato. Il ragazzo però è consolato quando Bay gli dice "ti amo" per la prima volta.

## L'arte del dipingere
- Titolo originale: The Art of Painting
- Diretto da: Norman Buckley
- Scritto da: Joy Gregory e Anne Kenney

### Trama
Daphne e Wilke sono gli atleti del mese alla Buckner, ma quando Daphne scopre che la squadra di basket della Carlton rischia lo scioglimento è presa dai rimorsi.
Nel frattempo, Kathryn danneggia John e il loro nuovo avvocato Craig vendendo la sua macchina e dando parte del denaro a Brizia (l'infermiera in servizio la notte dello scambio).
Emmett continua a lottare con la logopedia, e Olivia propone un modo insolito per aiutarlo a rilassarsi: bere whisky. Bay è preoccupata per la nuova situazione del fidanzato e preoccupandosi che possa essere contagiato dagli atteggiamenti lassisti di Olivia si confida con Melody.
Patrick (il gallerista) espone opere di Regina che si arrabbia molto quando scopre che per fare pubblicità lui ha sfruttato la storia dello scambio. Si riappacificano quando una delle opere viene venduta.

## Notizie dall'Afghanistan
- Titolo originale: Write a Lonely Soldier
- Diretto da: Bethany Rooney
- Scritto da: Chad Fiveash e James Patrick Stoteraux

### Trama
Bay viene a sapere che un elicottero dell'unità militare del suo ex fidanzato Ty è precipitato, ma i nomi delle persone morte nello schianto non vengono rilasciati. Emmett si ingelosisce quando scopre che Bay invia e-mail a Ty in Afghanistan. Bay alla fine scopre che Ty non era sull'elicottero, e gli dice che sta vedendo Emmett.
Craig viene a sapere che qualcuno ha dato a Brizia una grossa somma di denaro, e Kathryn confessa che è stata lei. I due cercano di scoprire come Angelo venne a sapere che era Brizia l'infermiera che ha scambiato Bay e Daphne, ma non ci riescono. Daphne fa licenziare involontariamente un compagno di scuola dal suo lavoro in palestra. Per rimediare gli trova un lavoro presso l'autolavaggio di John, ma viene licenziato quando perde le staffe dopo che un cliente dice qualcosa di offensivo sulla sua sordità. Daphne gli fa visita a casa, e si rende conto che non ha nessuna connessione con la sua famiglia, perché nessuno di loro vuole imparare la lingua dei segni. Daphne si chiede se lei potrà mai connettersi davvero con Wilke.
Nel frattempo, Simone sabota una festa al fine di ottenere che Toby canti ad un concerto da solista, ma il ragazzo lo scopre.
- Si scopre che la mascotte della Carlton è il Mustang.
- Vengono citate Blake Lively e Mary Jane Watson.

## La partita
- Titolo originale: Game On
- Diretto da: Ron Lagomarsino
- Scritto da: Lizzy Weiss e Becky Hartman Edwards

### Trama
Daphne guida la squadra di basket femminile della Carlton contro Simone e le sue ex compagne di squadra della Buckner in un grande torneo. La ragazza si sente davvero sotto pressione e si sente in dovere di vincere per la Carlton e suo padre, ma trova coraggio quando la comunità sorda si presenta al torneo e le dà il suo supporto.
Nel frattempo, Kathryn si incontra con un'editrice, che le dice che il suo libro funzionerà solo se lo scriverà insieme a Regina. Alla partita si presenta per l'appunto il nuovo fidanzato di quest'ultima con sua grande sorpresa. Quando Simone commette un fallo contro Daphne negli ultimi minuti della partita, la ragazza ottiene due tiri liberi e guadagna la vittoria.
Bay si ritrova in un'altra situazione difficile quando Melody le chiede di testimoniare contro il padre di Emmett in modo che lei possa ottenere la piena custodia del ragazzo.
La situazione si aggrava quando Bay e Toby scoprono che la nuova fidanzata di Cameron (il padre di Emmett) è una commerciante di droga. Dopo aver parlato con Bay, Cameron decide che è meglio che il figlio stia con Melody. Ma quando Emmett scopre del coinvolgimento della fidanzata si arrabbia moltissimo e i due hanno un duro litigio. Ancora furente, Emmett incontra per caso Simone, e i due finiscono per passare insieme una notte di passione.

## Il sonno della ragione genera mostri
- Titolo originale: The Sleep of Reason Produces Monsters
- Diretto da: Elodie Keene
- Scritto da: Joy Gregory e Henry Robles

### Trama
Emmett è tormentato dai sensi di colpa per ciò che ha fatto e va a casa di Bay a scusarsi per il loro litigio. I due fanno pace, e Bay chiede a Daphne di aiutarla a trovare un regalo di compleanno per Emmett. Le ragazze decidono di girare un film per sordi sugli zombie per il suo compleanno. Bay cerca di noleggiare l'attrezzatura video della sua scuola, ma scopre che l'ha già presa Simone ed è costretta a chiedergliela in prestito. La ragazza, che come Emmett è preda dei rimorsi, accetta. Durante le riprese del film, Wilke vede per caso i messaggi che si sono mandati Simone ed Emmett e scopre ciò che hanno fatto. La castana lo supplica di non dirlo a nessuno, e Wilke pur essendo arrabbiato dato che Toby è il suo migliore amico per il momento accetta.
Nel frattempo, Kathryn e Regina lavorano insieme alla ricerca di Angelo; il legame tra le due madri si intensifica e Regina accetta di aiutare la madre di Toby con il libro.
Emmett si confida con la madre e Daphne ammette con Regina che non riesce a non sentirsi derubata della sua infanzia.
- Curiosità: in quest'episodio si scopre che tra le gravidanze di Toby e Daphne, Kathryn ha perso un bambino.

## Il ballo
- Titolo originale: Venus, Cupid, Folly, and Time
- Diretto da: Michael Lange
- Scritto da: Lizzy Weiss

### Trama
Emmett invita Bay al ballo della Carlton, e Daphne invita Wilke, ma lui le dice che non può andare a causa dei compiti insospettendola. Nel frattempo, Regina riceve una telefonata da Angelo, che è stato preso in custodia. Daphne ripiega su Travis per il ballo, ma Wilke si presenta inaspettatamente a casa sua in limousine e la ragazza decide di passare un'ultima serata con lui dato che sta per andare in collegio; il ragazzo oltretutto decide di dire a Daphne ciò che hanno fatto Emmett e Simone.
Kathryn cerca di ricucire il suo rapporto con John, ma la tensione continua a salire, e la vicinanza della donna al loro avvocato mette il matrimonio in ulteriore pericolo, Emmett racconta a Bay cosa è successo con Simone, la ragazza si arrabbia e rompe con lui.
John dice a Regina che il modo migliore per mantenere Angelo nel Paese è che sposi una cittadina americana.
- Dopo quest'episodio la serie va in pausa fino al 3 settembre, 2012.

- Dopo quest'episodio Austin Butler (Wilke) esce dal cast, ma il personaggio verrà citato in altri episodi.

## Il colore dei sogni
- Titolo originale: This Is the Color of My Dreams
- Diretto da: Steve Miner
- Scritto da: Lizzy Weiss

### Trama
L'estate è finita e Bay torna dalle isole Galapagos, dove ha incontrato un nuovo ragazzo, Alex. Regina si è fatta male al braccio e non può fare i segni o tagliare i capelli. I Kennish danno una festa per la pubblicazione del libro di Kathryn e Bay è sorpresa che Emmett sia nel libro.
Nel frattempo, Kathryn aiuta Daphne a trovare lavoro in un ristorante . Purtroppo la sordità di Daphne le è di ostacolo e la ragazza è retrocessa a lavapiatti. Kathryn cerca di aiutarla, ma lei non vuole e cerca di risolvere il problema adoperando uno specchio.
Emmett tenta di riconquistare Bay usando l'arte e pur non perdonando il ragazzo lei rompe con Alex. Per tenere Angelo nel Paese, Regina decide di sposarlo.

## L'intruso
- Titolo originale: The Intruder
- Diretto da: Patrick R. Norris
- Scritto da: Chad Fiveash e James Patrick Stoteraux

### Trama
Ognuno è scioccato quando Regina e Angelo rivelano che si sono sposati per mantenere Angelo nel paese. Regina insiste che è un matrimonio platonico per permettere a Bay di trascorrere del tempo con Angelo. L'incontro dei neosposi con l'immigrazione non va come previsto, e i due scoprono che verranno controllati periodicamente nei prossimi anni, il che significa che devono vivere insieme cosa che porta Patrick e la portoricana a un litigio.
Nel frattempo, Daphne rompe dei piatti al lavoro, e dopo un breve discorso si avvicina al suo capo Chef Jeff. Successivamente, Daphne e Bay convincono tutti a far trasferire Angelo nella casa principale dei Kennish invece che nella dépendance. Daphne ed Emmett decidono di portare il loro film dell'orrore per sordi a una convention, ma quando Toby si imbatte in Emmett a casa loro, finisce per prenderlo a pugni. Bay incontra un'altra nuova artista di strada di nome Zarra e porta Toby a vedere una loro opera. Regina partecipa una riunione di Alcolisti Anonimi e trova lì Simone.

## Lo shock di essere visti
- Titolo originale: The Shock of Being Seen
- Diretto da: Steve Miner
- Scritto da: Joy Gregory e Becky Hartman Edwards

### Trama
Daphne si fa prestare dei vestiti da Bay per avere un look più sexy e attirare l'attenzione del suo capo, Chef Jeff. Nel frattempo, Bay incontra un gruppo di giovani artisti di strada e viene messa in punizione per essere rimasta indietro con lo studio. Cercando di rendersi utile, Angelo aiuta Bay con alcuni dei suoi compiti nel tentativo di avvicinarsi a lei e permette che la figlia lo sfrutti come alibi per incontrare i suoi nuovi amici e per impressionarli fa un graffito all'autolavaggio dei Kennish. Quando John scopre che Angelo ha coperto la ragazza i due hanno una discussione. Kathryn e Regina fanno un'intervista televisiva sul libro di Kathryn, ma il giornalista fa apparire Regina come un'eroina, e Kathryn come una moglie ricca e viziata. Più tardi, Regina, Kathryn e Melody cenano al ristorante di Daphne e tutte prendono in simpatia Chef Jeff. Emmett è felice per sua madre, quando vede Jeff lasciare la casa di Melody e poi viene a sapere da Daphne che si è presa una cotta.
Quando John scopre il pezzo di Bay all'autolavaggio auto, si arrabbia e si fa aiutare dalla ragazza per ricoprirlo senza capire che l'ha fatto lei.
- Curiosità: Ai giovani artisti di strada Bay si presenta come Bay Vasquez.

## Saper perdonare
- Titolo originale: Tree of Forgiveness
- Diretto da: David Paymer
- Scritto da: Ariel Rubin e Michael V. Ross

### Trama
John ospita una convention di motociclisti all'autolavaggio. Emmett partecipa e incontra una ragazza sorda che va in moto, ma è ancora preso da Bay. Angelo fatica a connettersi con Daphne, ma le cose tra di loro cominciano a migliorare quando lei deve portarlo al pronto soccorso.
Bay e la nuova amica vengono sorprese dalla polizia, e Zarra è sconvolta e arrabbiata quando scopre che l'amica è una Kennish. Kathryn convince Toby a tornare a suonare e il ragazzo conosce Nikki. Kathryn inoltre racconta a Regina del rapporto intimo tra Angelo e l'infermiera, che li ha portati a Brizia. Bay dice a John della sua arte di strada sconvolgendolo e non potendo sfogarsi con Emmett va dalla sua nuova amica Zarra.

## La dichiarazione di indipendenza
- Titolo originale: The Declaration of Independence
- Diretto da: Steve Miner
- Scritto da: Anne Kenney

### Trama
Nonostante le proteste di Kathryn e John sulla street art, Bay continua a uscire con Zarra, che si rivela una cattiva influenza. Tra Chef Jeff e Daphne sembra scoccare la scintilla, ma Emmett si accorge che l'uomo è lo stesso che Melody frequenta e si confida con Bay che dice tutto a Daphne. Kathryn aiuta Melody a pianificare una serata della Carlton e si rivolge a Chef Jeff per il catering.
John si avvicina a Travis, che sembra avere problemi familiari mentre la ferita di Regina non accenna a guarire. Daphne finalmente affronta Chef Jeff, e i due si baciano.

## Il principio di causa-effetto
- Titolo originale: We Are the Kraken of Our Own Sinking Ships
- Diretto da: Ron Lagomarsino
- Scritto da: Henry Robles

### Trama
I Kennish cercano di allontanare Bay da Zarra invitando Alex e la sua famiglia a cena; la ragazza però se ne va quasi subito con Alex per racimolare i soldi che servono per far uscire Zarra di prigione ... soldi che ottiene convincendo Travis ad aprire la cassaforte dell'autolavaggio dove il ragazzo dorme.
I genitori di Alex danno a Kathryn, John, Regina e Patrick una lezione di salsa, che però porta alla definitiva rottura tra Regina e Patrick.
Daphne si prende la colpa di un grave errore del suo collega Scuba per evitargli il licenziamento, ma lo chef non ci crede e lo manda via così il ragazzo si vendica dicendo a tutti della relazione fra i due. Nikki e Toby continuano a uscire e suonare insieme, ma Toby scopre che la ragazza è impegnata.
Successivamente il giovane Kennish chiede ad Emmett di ricominciare a suonare con lui.

## Il processo
- Titolo originale: The Trial
- Diretto da: Bethany Rooney
- Scritto da: Joy Gregory e Becky Hartman Edwards

### Trama
Bay deve trovare un modo per rimettere nella cassaforte i soldi che ha preso per aiutare Zarra; John incomincia infatti a pensare che Travis lo derubi.
Chef Jeff rompe con Melody che però scopre la sua relazione con Daphne.
Toby, Emmett e Nikki cominciano a suonare insieme ma il ragazzo di Nikki non gradisce ciò, e inizialmente porta la ragazza a lasciare il gruppo; poi Toby, dopo essere stato spronato da Emmett, la convince a tornare.
Il processo ha inizio, e Craig scopre che quello tra Bay e Daphne non è stato il primo scambio effettuato dall'ospedale. Bay confessa a Kathryn di aver preso lei i soldi dall'autolavaggio.
Kathryn e John sono molto delusi (il secondo si sente anche in colpa per aver ingiustamente sospettato Travis) e la ragazza va a stare da Zarra.

## La sentenza
- Titolo originale: Street Noises Invade the House
- Diretto da: Steve Miner
- Scritto da: Lizzy Weiss

### Trama
Daphne viene convocata dalla proprietaria del ristorante sul suo rapporto con Jeff, ma nega tutto; entrambi i loro posti di lavoro sono in pericolo. Bay non ha alcuna intenzione di tornare a casa, ma chiama in aiuto Toby quando una gang di strada viene a cercare Zarra.
Daphne fa peggiorare le cose quando decide di lasciare il lavoro in modo che lei e Jeff possano stare insieme senza ripercussioni e i due alla fine rompono.
Nel frattempo, Bay e Zarra decidono di andare in Messico per incontrarsi con il padre di Zarra, un famoso artista di strada; Bay, però, rivela inconsapevolmente le sue intenzioni a Emmett, e lui e John riescono a raggiungerla e a farle cambiare idea (per un attimo sembra esserci un ritorno di fiamma tra Emmett e Bay).
I Kennish vincono il processo, ma ottengono solo 1 dollaro, mentre Angelo ottiene 5 milioni di dollari e Toby fa notare a Regina che la metà di quei soldi è legalmente sua. Daphne e Bay, rimaste sole, rimpiangono le loro vite prima dello scambio e scoprono che frequentavano la stessa pizzeria. Poi, una donna incinta mai vista prima entra in aula cercando Angelo.
- Curiosità: l'episodio è ambientato nel periodo di Halloween, ma non è chiaro se prima o dopo il diciassettesimo compleanno delle ragazze.